# Jeischen

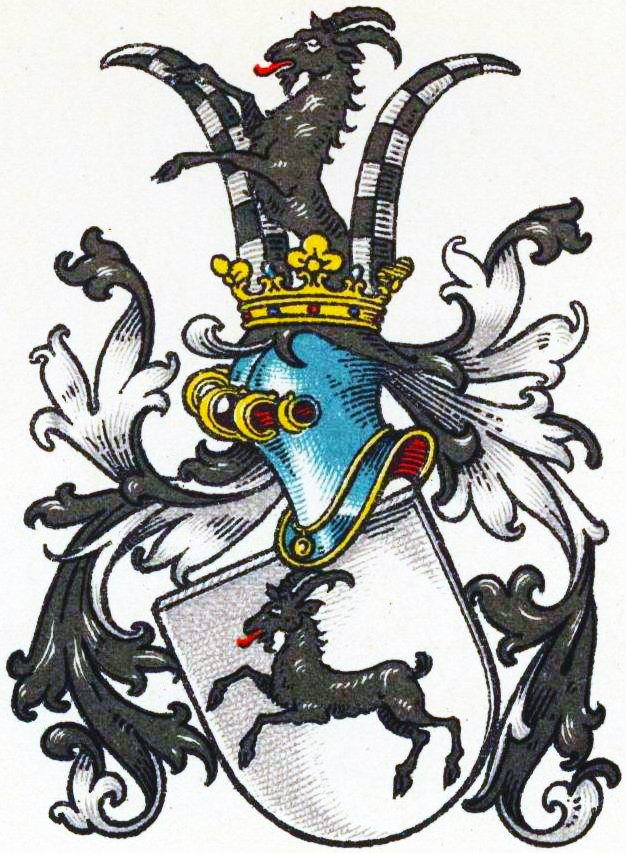
Wappen der Jeischen im Wappenbuch des Westfälischen Adels

Jeischen (auch Neischen, Jeschen, Geischen, Geseke o. ä.) ist der Name eines erloschenen westfälischen Adelsgeschlechts.

## Geschichte
Das Geschlecht stammt aus dem namensgebenden Geseke. Bereits 1316 erscheinen Conradus et Godescalcus de Yeschen. Volmarus de Geyschen war 1331 Burgmann zu Rüthen, Gerhardus des Yeischen 1359 Bürgermeister zu Rüthen.
Anton Fahne listet ferner folgende Stammfolge:
- Hermann Jeischen
  - Heidenrich Jeischen, Knappe, ⚭ mit Eilke
    - Ecbert Jeischen
    - Heidenrich Jeischen, 1372 Knappe, ⚭ mit Elseke
      - Elseke Jeischen ⚭ mit Henrich von Wrede zu Egginkhusen

    - Diedrich Jeischen ⚭ mit Leneke
    - Hermann Jeischen

Lehen hatte die Familie insbesondere von Arnsberg: Goswin Neschen hatte 1371 einen Burgsitz zu Hovestadt und den Hof zu Belike als Burglehen zu Rüthen. Im selben Jahr hatte Heidene de Yeysschen 10 Mark Rente aus dem Hof zu Hattorp als Burglehen von Hovestadt. Echbert de Yesschen besaß 1374 einen Burgsitz zu Hovestadt und die Zehntlose zu Meckenhusen als Burglehen zu Rüthen. Rolland oder Volland de Aldenyesschen hatte 1374 den Hof zu Aldenyesschen (Altengeseke), einen Mansen zu Eyunerinckloe und einen Mansen zu Keydinchusen. 1430 besaß Heidenricus de Yesschen die Zehntlose zu Kuddenbike und Katerbeck, Burglehen von Rüthen. Ein Henricus de Yeschen und seine Söhne Ecbert, Heydenrich und Theodor übertrugen 1382 ihr Haus Horne im Amt Rüthen dem Stift Köln zu einem Offenhaus.
Der Letzte der Familie, Heidenreich von Jeischen (Heidenricus de Yeischen) starb 1484 und wurde bei den Franziskanern zu Soest begraben. Das Erbe der Jeischen ging an die Wrede und die Ketteler genannt Schlingworm.

## Wappen
Blasonierung des Redenden Wappens: In Silber ein schwarzer Geisbock, bisweilen auch ein Einhorn. Auf dem gekrönten Helm mit schwarz-goldenen Helmdecken der Geisbock wachsend zwischen zwei in zwei Reihen schwarz-silbern geschachten Böckshörnern.